# Hermanos Carvajal

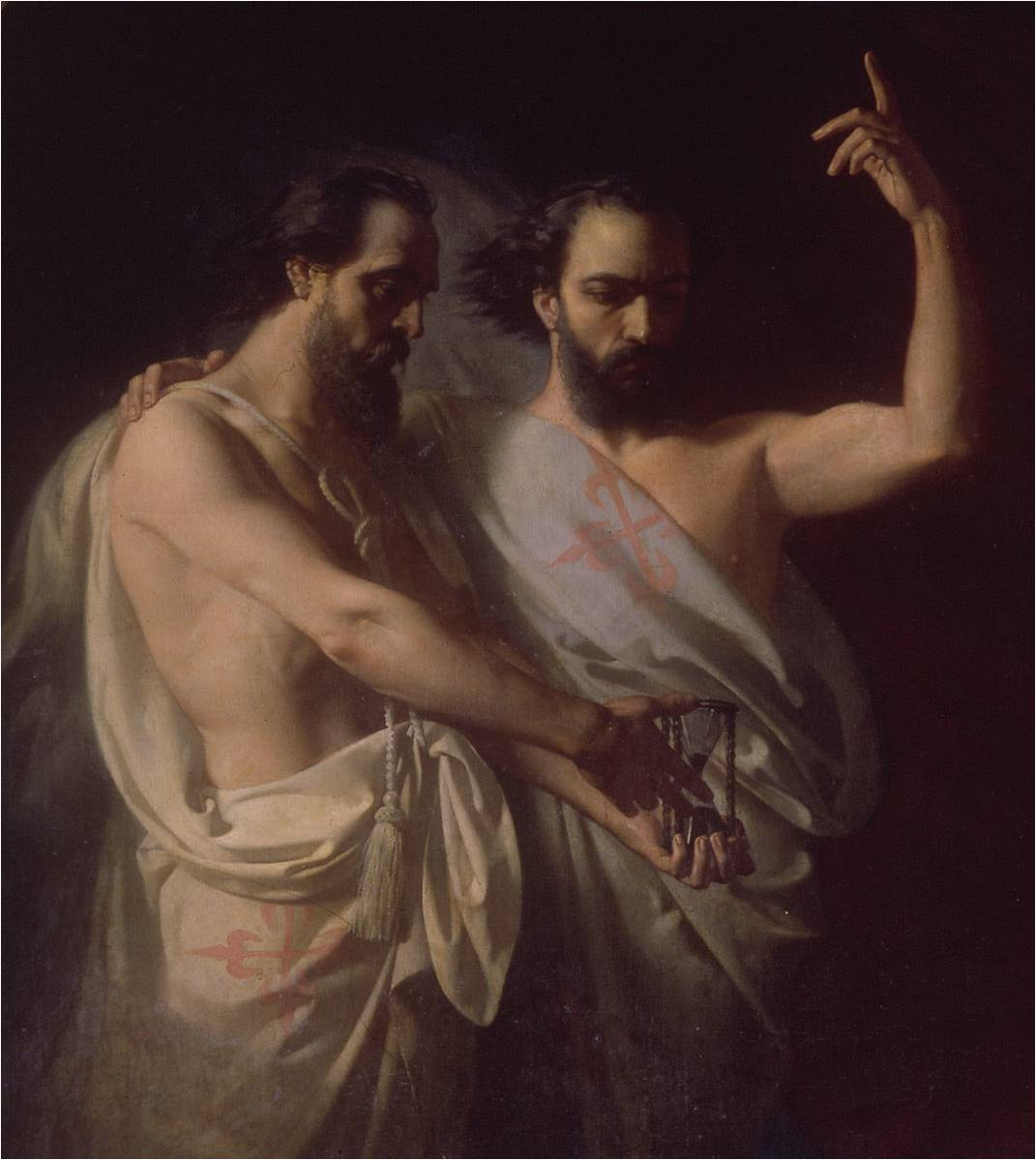
Los hermanos Carvajal. Detalle del cuadro Los últimos momentos de Fernando IV el Emplazado.

Los hermanos Carvajales es el nombre con el que son designados Juan Alfonso de Carvajal y Pedro Alfonso de Carvajal, que fueron caballeros y comendadores de la Orden de Calatrava, así como servidores del rey Fernando IV  de Castilla. Fueron condenados a muerte por el propio rey en 1312 y arrojados desde la cumbre de la Peña de Martos, municipio situado en la provincia de Jaén.

## Ejecución de los hermanos Carvajal y muerte de Fernando IV
Fernando IV heredó el trono de Castilla a la muerte de su padre, Sancho IV, ocurrida en 1295, y cuando subió al trono tenía nueve años de edad, por lo que durante su minoría de edad, su crianza y la custodia de su persona fueron encomendadas a su madre, la reina María de Molina, mientras que su tutoría fue confiada al infante Enrique de Castilla el Senador, hijo de Fernando III de Castilla, según lo establecido en las Cortes de Valladolid de 1295.
Durante la minoría de edad de Fernando IV y también durante el resto de su reinado, su madre procuró aplacar a la nobleza, se enfrentó a los enemigos de su hijo, e impidió en varias ocasiones que Fernando IV fuese destronado. Durante su reinado, éste hubo de enfrentarse a la insubordinación de la nobleza, capitaneada en numerosas ocasiones por su tío, el infante Juan y por Juan Núñez II de Lara, señor de la casa de Lara, que fueron apoyados en algunas ocasiones por el magnate Don Juan Manuel, nieto de Fernando III. Y al igual que sus predecesores en el trono, Fernando IV prosiguió la empresa de la Reconquista y, aunque fracasó en su intento de conquistar Algeciras en 1309, sí consiguió tomar Gibraltar en ese mismo año, y en 1312 el municipio jienense de Alcaudete.

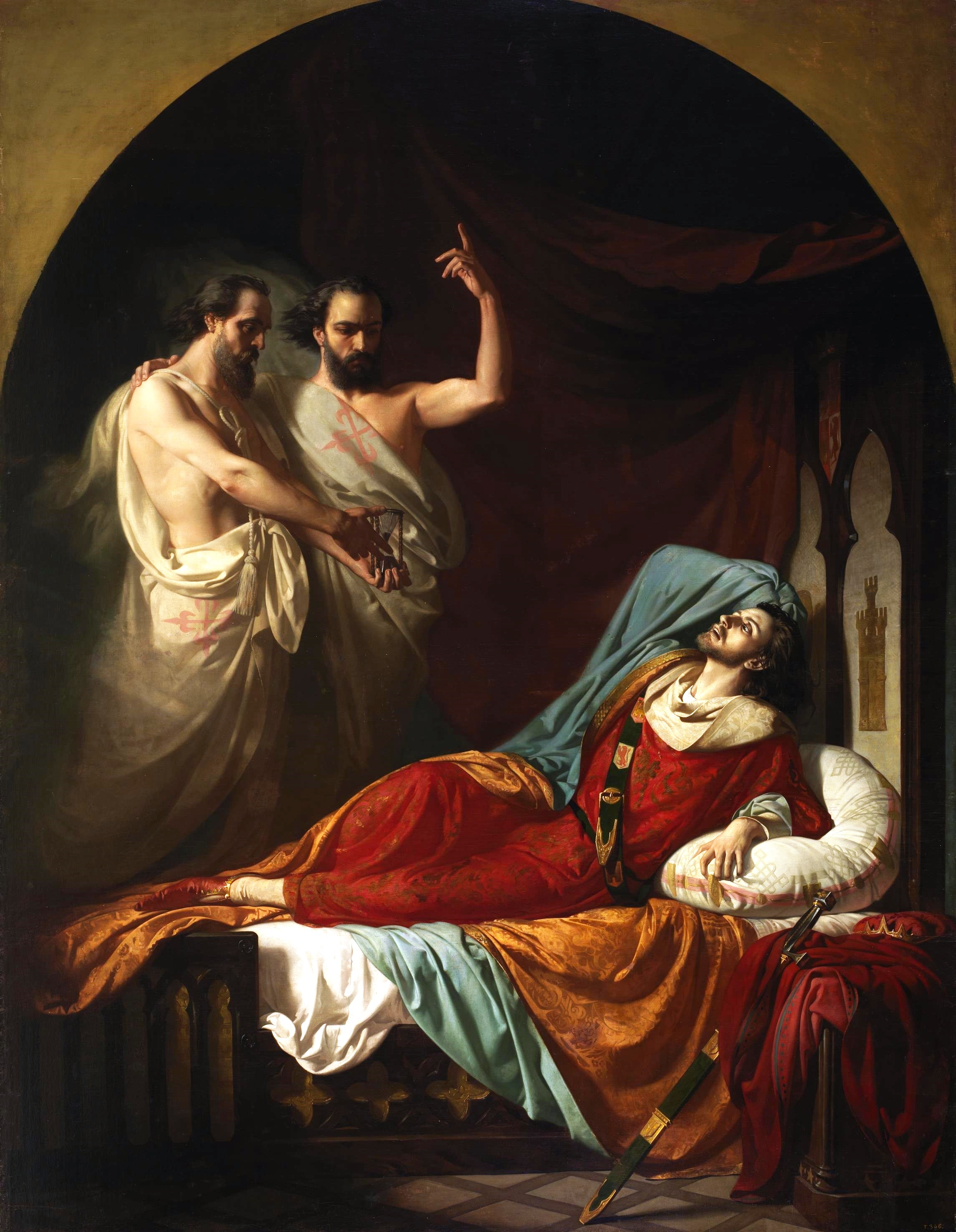
Últimos momentos de Fernando IV el Emplazado. Óleo sobre lienzo de José Casado del Alisal. 1860. (Palacio del Senado de España).

Durante las Cortes de Valladolid de 1312, celebradas en el año de su muerte, el rey impulsó la reforma de la administración de justicia, y la de todos los ámbitos de la administración, al tiempo que intentaba reforzar la autoridad de la Corona en detrimento de la autoridad nobiliaria.
Fernando IV falleció el 7 de septiembre de 1312 en Jaén sin que nadie le viera morir, y la historia y la leyenda se han entrelazado indisolublemente en lo concerniente a la defunción del monarca, que recibió a su muerte el sobrenombre de el Emplazado a causa de las circunstancias misteriosas en que se produjo la misma. Las crónicas de la época señalan que, estando el rey en Palencia, fue informado de la muerte del caballero Juan de Benavides, que era su privado y había sido asesinado por dos hombres, siendo la autoría del crimen atribuida a los hermanos Carvajal, que se llamaban Pedro y Juan y eran caballeros de la Orden de Calatrava. En agosto de 1312, después de haber estado en Jaén, el rey se dirigió a la localidad jienense de Martos y, hallándose allí, condenó a muerte a ambos hermanos, quienes, según la leyenda, fueron condenados a ser introducidos en una jaula de hierro con púas afiladas en su interior y, posteriormente, a ser arrojados desde la cumbre de la Peña de Martos. La sentencia contra ambos se cumplió el 7 de agosto de 1312, según consta en la Gran Crónica de Alfonso XI.
Según consta en la Crónica de Fernando IV, en la Crónica de Alfonso XI y en la Gran Crónica de Alfonso XI, los hermanos Carvajal, antes de ser ejecutados, emplazaron al rey Fernando IV a comparecer ante el juicio de Dios en el plazo de treinta días por la muerte injusta que el monarca ordenaba darles, y el rey falleció un mes después, el 7 de septiembre de 1312, en que se cumplía el plazo impuesto por ambos hermanos. La Crónica de Fernando IV, escrita alrededor de 1340, casi treinta años después de la defunción del rey, describe así la muerte de dicho monarca, y la de los hermanos Carvajal, en el capítulo XVIII de la obra:

É el Rey salió de Jaen, é fuese á Martos, é estando y mandó matar dos cavalleros que andavan en su casa, que vinieran y á riepto que les fasían por la muerte de un cavallero que desían que mataron quando el Rey era en Palencia, saliendo de casa del Rey una noche, al qual desían Juan Alonso de Benavides. É estos cavalleros, quando los el Rey mandó matar, veyendo que los matavan con tuerto, dixeron que emplasavan al Rey que paresciesse ante Dios con ellos a juisio sobre esta muerte que él les mandava dar con tuerto, de aquel día en que ellos morían á treynta días. É ellos muertos, otro día fuese el Rey para la hueste de Alcaudete, e cada día esperava al infante Don Juan, segund lo havía puesto con él...É el Rey estando en esta cerca de Alcaudete, tomóle una dolencia muy grande, e affincóle en tal manera, que non pudo y estar, e vínose para Jaen con la dolencia, e no se queriendo guardar, comía carne cada día, e bebía vino...E otro día jueves, siete días de setiembre, víspera de Sancta María, echóse el Rey a dormir, e un poco después de medio día falláronle muerto en la cama, en guisa que ninguno lo vieron morir. É este jueves se cumplieron los treynta días del emplazamiento de los cavalleros que mandó matar en Martos...

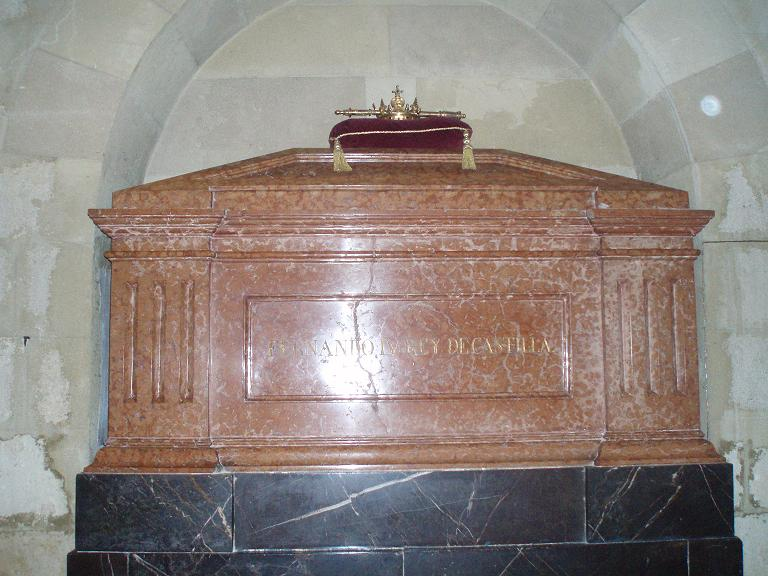
Sepulcro de Fernando IV de Castilla en la iglesia de San Hipólito de Córdoba.

En el capítulo III de la Crónica de Alfonso XI, la muerte de Fernando IV es descrita de modo similar a como se describe en la Crónica de Fernando IV, y el historiador y arqueólogo palentino Francisco Simón y Nieto, por su parte, señaló en 1912 que la causa última de la muerte del rey pudo ser una trombosis coronaria, aunque no descartó que hubiera sido provocada por otras causas, como una hemorragia cerebral, edema agudo de pulmón, angina de pecho, infarto de miocardio, embolia, síncope, u otras.
Los restos mortales de Fernando IV reposan en la actualidad en la iglesia de San Hipólito de Córdoba, junto a los de su hijo y heredero, Alfonso XI de Castilla,, que a la muerte de su padre contaba con un año de edad, y cuya minoría de edad estuvo caracterizada por la anarquía y un clima de auténtica «guerra civil», como señaló el historiador Manuel García Fernández.

## Sepultura de los hermanos Carvajales

Cruz de la Orden de Calatrava, de la que eran miembros los dos hermanos Carvajales.

Martín Ximena Jurado, historiador y cronista jienense del siglo XVII, describió en su obra Catálogo de los Obispos de las Iglesias Catedrales de Jaén y Anales eclesiásticos de este Obispado, editada en 1654, la Real Iglesia de Santa Marta de la ciudad de Martos, situada en la provincia de Jaén, donde yacen sepultados los restos de los hermanos Carvajal, ejecutados por orden del rey Fernando IV. Al tiempo que describe la tumba de los hermanos ejecutados en 1312, el cronista aporta algunos datos sobre la muerte del monarca:

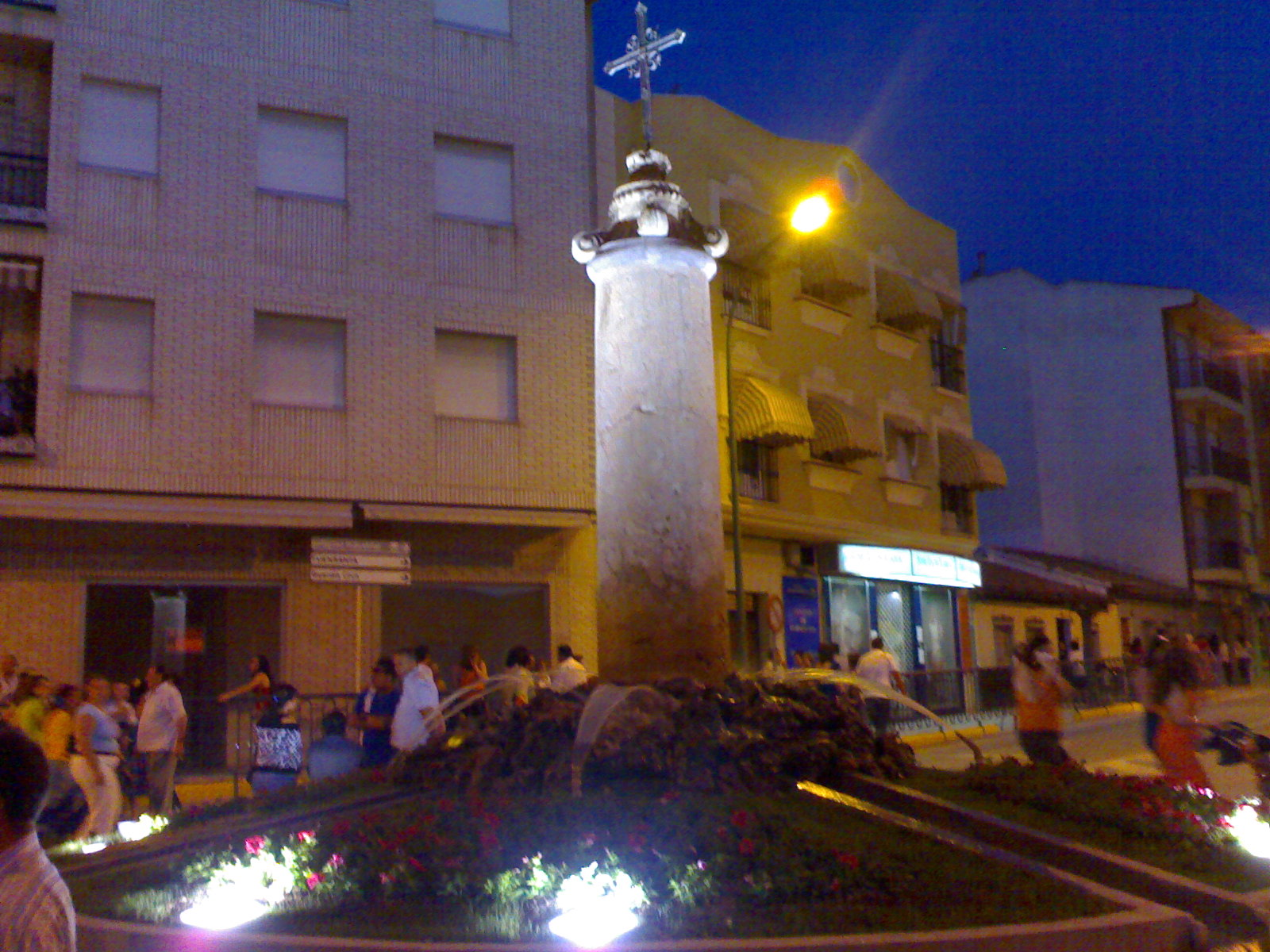
La "Cruz del Lloro" en Martos.

Y más abaxo della (se refiere a la capilla colateral del Altar mayor al lado de la epístola de la Real Iglesia de Santa Marta de Martos) se ve en la pared vn arco muy pequeño, y humilde, cerca del suelo y sobre èl la siguiente Inscripción, que manifiesta ser aquel el Entierro de los dos Cavalleros hermanos Carvajales, que fueron despeñados de la Peña desta Villa por mandado del rey Don Fernando el Quarto, que llamaron el Emplazado, por aver muerto dentro del plazo que le señalaron estos Cavalleros, citándolo para el Divino Tribunal por la injusticia que con ellos se dice vsò (Pasa a describir la inscripción de la lápida de los hermanos): Año de 1310 por mandado del Rey D. Fernando Quarto de Castilla el Emplazado fueron despeñados desta Peña Pedro y Jvan Alfonso de Carvajal, hermanos, Comendadores de Calatrava, y se sepultaron en este Entierro. Don Luís de Godoy, y el licenciado Quintanilla, Cavalleros del Abito, Visitadores generales deste Partido, mandaron renovarles esta memoria Año de 1595. Años.

## LaCruz del Lloro
En la localidad de Martos, en el lugar en el que la tradición sostiene que fue a parar la jaula en la que se llevó a cabo la ejecución de los hermanos Carvajal, y desde donde una multitud se lamentó del destino de los hermanos, se levantó posteriormente una cruz sobre una columna de piedra, que fue llamada "Cruz del Lloro", como símbolo de la compasión de los vecinos de la localidad de Martos por la muerte de los dos hermanos. Es lo que viene a conocerse como "rollo de justicia".